# 項鯰
項鯰，為輻鰭魚綱鯰形目項鰭鯰科的其中一種，為熱帶淡水魚類，分布於南美洲蓋亞那Rupununi河流域，體長可達8公分，棲息在底層水域，生活習性不明。